# Sah
A sah a király iráni neve újperzsa nyelven (Šāh (شاه), sáh). Óperzsa alakja xšāyaθiya volt, ami etimológiai rokonságban a szanszkrit क्ष्त्रिय (xšatriya) („harcos”) szóval. Európában a perzsa, majd iráni sahot hagyományosan császárnak tekintették.

## Sahinsah
A sahinsah (perzsa: Shāhanshāh ( شاهنشاه )  „királyok királya” vagy „urak ura”, s mint ilyen, a császár szinonimája) túlzó fokozatot egyes perzsa sahok használták, saját szerepük fontosságát hangsúlyozva, és más sahok fölé állítva magukat.
Történetileg az Akhaimenidák használták először a címet khsajathija khsajathijanam alakban. 
Az ő címüket azonban hagyományosan egyszerűbben nagykirályként emlegetjük.

## A perzsa sah
Iránnak nem mindig volt uralkodója (7-11. század, 15. század, 18. század második fele), az utolsó perzsa sah Mohammed Reza Pahlavi (1941-1979 között volt hatalmon, bukása után a monarchia intézményét eltörölték.